# Пје дел Монте (Фрозиноне)
Пје дел Монте је насеље у Италији у округу Фрозиноне, региону Лацио.
Према процени из 2011. у насељу је живело 34 становника. Насеље се налази на надморској висини од 486 м.